# Sriednije Timiersiany
Sriednije Timiersiany (ros. Средние Тимерсяны) – wieś (sieło) w Rosji, w obwodzie uljanowskim, w rejonie cylnińskim. W 2010 liczyła 802 mieszkańców.